# Irpiń Horenicze
Irpiń Horenicze (ukr. Футбольний клуб «Ірпінь» Гореничі, Futbolnyj Kłub "Irpiń" Horenyczi) – ukraiński klub piłkarski z siedzibą w miejscowości Horenicze obwodu kijowskiego.

## Historia
Drużyna piłkarska została założona we wsi Horenicze, w rejonie kijowsko-swiatoszyńskim obwodu kijowskiego.
Amatorska drużyna występuje w rozgrywkach mistrzostw obwodu kijowskiego.
W 2008 klub zdobył Amatorski Puchar Ukrainy i zdobył prawo startować w rozgrywkach Pucharu Ukrainy w sezonie 2009/2010.
Klub również występuje w rozgrywkach Mistrzostw Ukrainy spośród zespołów amatorskich.

## Sukcesy
- zdobywca Amatorskiego Pucharu Ukrainy: 2008

## Inne
- Dynamo Irpień